# Bitka oblakov
Bitka oblakov je bil neuspešen poskus zadrževanja britanskega napredovanja v Filadelfijo med ameriško revolucionarno vojno 16. septembra 1777 na območju, ki obdaja današnji Malvern v Pensilvaniji. Po ameriškem porazu v bitki pri Brandywinu je britanska vojska ostala utaborjena v bližini mesta Chadds Ford v Pensilvaniji. Ko je bil britanski poveljnik William Howe obveščen, da so oslabljene ameriške sile oddaljene manj kot 10 km, se je odločil, da bo pritisnil za novo odločilno zmago.
George Washington je izvedel za Howejeve načrte in se pripravil na bitko. Preden sta se vojski lahko popolnoma spopadli, se je ulil hudourniški naliv. Washington je bil precej v manjšini in je imel zaradi dežja uničenih več deset tisoč nabojev, zato se je odločil za umik. Britanci, ki so se zataknili v dežju in blatu, so Washingtonu in njegovi vojski dovolili umik.

## Ozadje
Po porazu v bitki pri Brandywinu je bil Washington odločen izpolniti dve nalogi. Filadelfijo je želel zaščititi pred britanskimi silami pod poveljstvom Howeja in moral je obnoviti hitro upadajoče zaloge in strelivo, ki so bile shranjene v železarni Warwick Furnace Farms v Readingu v Pensilvaniji. Washington se je umaknil čez reko Schuylkill, prečkal Filadelfijo in se odpravil proti severozahodu. Ker je bila reka Schuylkill prehodna le daleč gorvodno, začenši pri Matson's Fordu (današnji Conshohocken, Pensilvanija), je Washington lahko zaščitil tako prestolnico kot vitalna oskrbovalna območja na zahodu izza rečne pregrade. Vendar si je premislil in ponovno prečkal reko, da bi se soočil z Britanci, ki se od Brandywina niso veliko premaknili zaradi pomanjkanja vozov za prevoz ranjencev in prtljage.

## Bitka v oblakih
General Howe je bil obveščen, da je Washington popoldne 15. septembra ponovno prečkal Schuylkill in do polnoči so bile njegove čete na pohodu proti glavnemu cestnemu križišču, kjer je stala gostilna Beli konj. Pot je bila težka, ker je bilo vreme deževno in vetrovno, vojaki in vozovi pa so ceste spremenili v blatno močvirje. Naslednje jutro se je Washingtonova 10.000-članska vojska premikala proti zahodu skozi "Veliko dolino" (okrožje Chester, Pensilvanija), ki ga na obeh straneh omejujejo hribi Severne in Južne doline. Od svoje konjenice, ki jo je vodil general Pulaski je izvedel, da Britanci napredujejo proti njemu z juga, le nekaj kilometrov stran. Čeprav bi Washingtonu premik v hribe Severne doline dal več časa za razporeditev in morebitno utrjevanje, je ukazal vojski, da gre naravnost proti sovražniku, naj zavzame obrambni položaj na hribih Južne doline.
Washington je poslal predhodno silo pod poveljstvom generala Anthonyja Wayna, da bi upočasnil britanski napredek. Okoli 14. ure so njegovi možje na eni cesti naleteli na predhodnico jägerjev, enote lahke hessijanske pehote. Te sile so se začele spopadati in Američani so skoraj ujeli polkovnika Carla von Donopa, ko se je z majhno četo lovcev ločil od svoje glavne kolone. Glavna britanska kolona, ki jo je vodil general Charles Cornwallis, se je okoli 3. ure na drugi cesti srečala z Waynovo pensilvanijsko milico, ki se je v paničnem umiku vdala in utrpela 10 mrtvih ali ranjenih.
Medtem, ko se je to dogajalo, si je Washington, ki je poskušal organizirati bojno linijo, premislil glede položaja in na koncu umaknil vojsko severno od gostilne. Umik se je ravno začel, ko je začelo deževati. Hessian jäger stotnik Johann Ewald ga je opisal kot "izjemno nevihto, [...] v kombinaciji z najmočnejšim nalivom na tem svetu."
Britanska vojska je ustavila napredovanje, čeprav je general Wilhelm von Knyphausen jägerjem ukazal, naj se spopadejo s sovražnikom. Ewald in njegovi možje so hiteli naprej z meči v roki, saj njihove muškete zaradi mokrega smodnika niso bile uporabne in ujeli 34 mož. Ewald ali Emery Edmondson je poročal o izgubi 5 ubitih, 7 ranjenih in 3 ujetih v tej akciji. Nevihta, ki jo zgodovinar Thomas McGuire opisuje kot "klasično severovzhodno nevihto", je divjala še naslednji dan Britanci so bili prisiljeni zgraditi začasni tabor (saj so tistega dne pustili šotore za seboj), Washingtonu pa je uspelo oblikovati bojno linijo, vendar je dež in slabo izdelani zaboji za naboje uničili veliko streliva.

## Posledice
Washington se je 19. septembra ponovno umaknil čez Schuylkill, da bi pokril tako prestolnico kot tudi svoje oskrbovalno območje, vendar je za seboj pustil pensilvanijsko divizijo generala Wayna s 1.500 možmi in štirimi topovi z ukazom, da nadleguje britanski zaled. Washington je začasno namestil svoj štab v "Reading Furnace". Howejeva vojska je ugotovila, da je skoraj nemogoče slediti Washingtonu po razritih, blatnih cestah. Odločili so se, da bodo počakali, da se nevihta umiri, nato pa se bodo premaknili proti svojemu cilju.
Waynu naj bi se pridružila milica in skupaj naj bi napadli sovražnikov pratež, ko bodo Britanci napredovali proti Washingtonovi glavnini vojske. Vendar je bila njegova vojska presenečena v bitki pri Paoliju in Britanci so lahko zasedeli Filadelfijo.

## Zapuščina
Od leta 2010 oblasti okrožja Chester sodeluje z lokalnimi občinami na mestu bitke pri oblakih, da bi ohranila ključna območja v gosti primestni skupnosti.